# رابرت کورزبان
رابرت کورزبان (انگلیسی: Robert Kurzban؛ زادهٔ ۲۹ سپتامبر ۱۹۶۹) نویسنده آزاد و استاد سابق روان‌شناسی است که در زمینه تکامل و روان‌شناسی فرگشتی تخصص دارد. او اهل ایالات متحده آمریکا است.